# Сан Нико (Козенца)
Сан Нико је насеље у Италији у округу Козенца, региону Калабрија.
Према процени из 2011. у насељу је живело 1026 становника. Насеље се налази на надморској висини од 39 м.